# 1992 FZ
1992 FZ är en asteroid i huvudbältet som upptäcktes den 26 mars 1992 av de båda japanska astronomerna Seiji Ueda och Hiroshi Kaneda i Kushiro.
Asteroiden har en diameter på ungefär 20 kilometer.